# ハダースフィールド
ハダーズフィールド (Huddersfield) は、イギリスのウェスト・ヨークシャーに存在するタウンである。

## 概要
マーケットタウンとして発展した町である。大都市バラのカークリーズで最大のタウンである。産業革命において、イギリス国内で一定の役割を果たした。ラグビーリーグの発祥地としても知られている。世界三大毛織物産地の1つ。

## 歴史
4000年以上昔より、居住者がいた。ローマ時代の城壁の遺構が18世紀中頃に街の西部で発掘されている。

## スポーツ

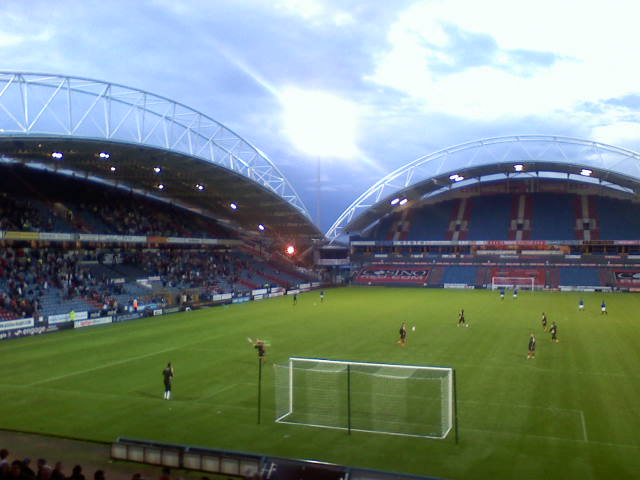
ジョン・スミス・スタジアム

サッカーとラグビーリーグがハダーズフィールドの主要な観戦スポーツである。プロサッカーチームであるハダースフィールド・タウンFC（1908年創設）は2024-25シーズンはEFLリーグ1でプレーしている（2017-18、2018-19シーズンはプレミアリーグでプレーした）。1926年にイングランドで初のリーグ三連覇を果たした。この偉業はその他3つのクラブしか達成していない。
タウンはラグビーリーグの発祥の地であり、ヨーロッパのトップディビジョンであるスーパーリーグでプレーするハダーズフィールド・ジャイアンツ（1864年創設）のホームである。また、ハダーズフィールド近郊のホルムファースのラグビーリーグチームであるアンダーバンク・レンジャーズは2003年から2012年までハダーズフィールド・アンダーバンク・レンジャーズと名乗っていた。
ラグビーユニオンクラブのハダーズフィールドRUFCは2018-19シーズンはナショナルリーグ2ノース（イングランド4部）でプレーした。ハダーズフィールドY.M.C.A. RUFCはノース1イースト（イングランド6部）でプレーしている。ハダーズフィールド・ラムズは2008年に創設されたオーストラリアンフットボールのクラブである。

### ラグビーフットボール
ラグビーは1848年に初めてハダーズフィールドでプレーされた。1864年に創設されたハダーズフィールド・アスレティック・クラブ（ハダーズフィールド・ジャイアンツの直接の前身）は1866年に初のラグビーの試合をプレーした。1895年8月29日、ハダーズフィールドのジョージホテルで22の北部のラグビークラブが会合を開き、ラグビー・フットボール・ユニオン（RFU）からの分離と「ノーザン・ラグビー・フットボール・ユニオン」（1922年にラグビー・フットボール・リーグに改名）の設立を投票で決めた。ラグビーリーグ遺産センターはジョージホテルの地下にある。

## 出身人物
- キャメロン・ジェローム - サッカー選手
- フレイザー・キャンベル - サッカー選手
- ハロルド・ウィルソン - 政治家、首相
- ジョナサン・ステッド - サッカー選手
- ウォルター・パラット - 作曲家、ピアニスト
- ハワード・ライリー - ピアニスト、作曲家